# Hida
Hida es una comuna ubicada en el distrito de Sălaj, Rumania.

## Superficie
Posee una superficie de 101,7 kilómetros cuadrados.

## Demografía
Hasta 2021 la población era de 2869 habitantes, con una densidad de población de 28,20 habitantes por kilómetro cuadrado.